# Acamptopoeum submetallicum
Acamptopoeum submetallicum är en biart som först beskrevs av Maximilian Spinola 1851.  Acamptopoeum submetallicum ingår i släktet Acamptopoeum och familjen grävbin. Inga underarter finns listade i Catalogue of Life.